# Список персонажів Mortal Kombat
Цей список містить опис персонажів серії файтингів Mortal Kombat, а також ігор інших жанрів, в яких вони з'являються. Серія заснована на вигаданому всесвіті, що складається з шести основних світів (Земне Царство, Еденія, Царство Хаосу, Царство Порядку, Зовнішній Світ, Пекло) і величезної кількості дрібніших.
Для врегулювання відносин між світами служить турнір «Смертельна Битва». У першій грі «Mortal Kombat» у разі чергової поразки Земне Царство знаходиться під загрозою поневолення. Однак воїнам Земної Царства вдається перемогти чемпіона Горо і господаря турніру Шанг Цзуна, що змушує Шанг Цзуна шукати інші способи завоювати Земне Царство. З тих пір в кожній грі з'являється новий лиходій, який хоче завоювати всі царства, порушуючи правила турніру. За сюжетом «Mortal Kombat: Deception» більшість персонажів вже були вбиті Шанг Цзуном і Куан Чі, але в «Mortal Kombat: Armageddon» вони представлені знову.

## Присутність персонажів в іграх
| Персонаж     | MK     | MKII   | MK3    | UMK3   | MKT    | MK4    | MKG  | MK: DA | MK: D  | MK: A  | MKvsDC | MK (2011) | MKX    | MK11 | MK 1 (2023) |
| Ашра         | Ні     | Ні     | Ні     | Ні     | Ні     | Ні     | Ні   | Ні     | Так    | Так    | Ні     | Ні        | Ні     | Ні   | Так         |
| Барака       | Ні     | Так    | Ні     | Ні     | Так    | Ні     | Так  | Ні     | Так    | Так    | Так    | Так       | Так2   | Так  | Ні          |
| Блейз        | Ні     | Ні7    | Ні     | Ні     | Ні     | Ні     | Ні   | Так1   | Так4   | Так1,8 | Ні     | Ні        | Ні     | Ні   | Ні          |
| Бо' Рай Чо   | Ні     | Ні     | Ні     | Ні     | Ні     | Ні     | Ні   | Так    | Так    | Так    | Ні     | Ні6       | Ні6    | Ні   | Ні          |
| Герас        | Ні     | Ні     | Ні     | Ні     | Ні     | Ні     | Ні   | Ні     | Ні     | Ні     | Ні     | Ні        | Ні     | Так  | Так         |
| Горо         | Так2,9 | Ні     | Ні     | Ні     | Так9   | Так1   | Так1 | Ні     | Так3   | Так    | Ні     | Так2,9    | Так5,9 | Ні   | Ні          |
| Дайро        | Ні     | Ні     | Ні     | Ні     | Ні     | Ні     | Ні   | Ні     | Так    | Так    | Ні     | Ні        | Ні     | Ні   | Ні          |
| Дарріус      | Ні     | Ні     | Ні     | Ні     | Ні     | Ні     | Ні   | Ні     | Так    | Так    | Ні     | Ні        | Ні     | Ні   | Ні          |
| Джакс        | Ні     | Так    | Так    | Так    | Так    | Так    | Так  | Так1   | Так4   | Так    | Так    | Так       | Так    | Так  | Ні          |
| Джарек       | Ні     | Ні     | Ні     | Ні     | Ні     | Так    | Ні   | Ні     | Ні     | Так    | Ні     | Ні        | Ні     | Ні   | Ні          |
| Джекі Бріггс | Ні     | Ні     | Ні     | Ні     | Ні     | Ні     | Ні   | Ні     | Ні     | Ні     | Ні     | Ні        | Так    | Так  | Ні          |
| Джейд        | Ні     | Так1,2 | Ні     | Так    | Так    | Ні     | Ні   | Ні     | Так1   | Так    | Ні     | Так       | Ні6    | Ні   | Ні          |
| Д'Вора       | Ні     | Ні     | Ні     | Ні     | Ні     | Ні     | Ні   | Ні     | Ні     | Ні     | Ні     | Ні        | Так    | Так  | Ні          |
| Дейгон       | Ні     | Ні     | Ні     | Ні     | Ні     | Ні     | Ні   | Ні     | Ні     | Так1   | Ні     | Ні6       | Ні6    | Ні   | Ні          |
| Джонні Кейдж | Так    | Так    | Ні     | Ні     | Так    | Так    | Так  | Так    | Ні6    | Так    | Ні     | Так       | Так    | Так  | Так         |
| Драмін       | Ні     | Ні     | Ні     | Ні     | Ні     | Ні     | Ні   | Так1   | Ні     | Так    | Ні     | Ні        | Ні     | Ні   | Ні          |
| Ермак        | Ні7    | Ні     | Ні     | Так1   | Так    | Ні     | Ні   | Ні     | Так    | Так    | Ні     | Так       | Так    | Ні   | Ні          |
| Еррон Блек   | Ні     | Ні     | Ні     | Ні     | Ні     | Ні     | Ні   | Ні     | Ні     | Ні     | Ні     | Ні        | Так    | Ні   | Ні          |
| Кабал        | Ні     | Ні     | Так    | Так    | Так    | Ні     | Ні   | Ні     | Так    | Так    | Ні     | Так       | Ні6    | Ні   | Ні          |
| Кай          | Ні     | Ні     | Ні     | Ні     | Ні     | Так    | Так  | Ні     | Ні     | Так    | Ні     | Ні        | Ні     | Ні   | Ні          |
| Кано         | Так    | Ні6    | Так    | Так    | Так    | Ні     | Ні   | Так    | Ні6    | Так    | Так    | Так       | Так    | Так  | Ні          |
| Кінтаро      | Ні     | Так2,9 | Ні     | Ні     | Так9   | Ні     | Ні   | Ні     | Ні     | Так    | Ні     | Так2,9    | Ні     | Ні   | Ні          |
| Кітана       | Ні     | Так    | Ні     | Так    | Так    | Ні6    | Так  | Так1   | Так4   | Так    | Так    | Так       | Так    | Так  | Так         |
| Кунг Лао     | Ні     | Так    | Так    | Так    | Так    | Ні     | Так  | Так    | Ні     | Так    | Ні     | Так       | Так    | Так  | Так         |
| Куан Чі      | Ні     | Ні     | Ні     | Ні     | Ні     | Так9   | Так9 | Так8   | Ні     | Так    | Ні6    | Так1      | Так    | Ні   | Так         |
| Кіра         | Ні     | Ні     | Ні     | Ні     | Ні     | Ні     | Ні   | Ні     | Так1   | Так    | Ні     | Ні6       | Ні     | Ні   | Ні          |
| Кобра        | Ні     | Ні     | Ні     | Ні     | Ні     | Ні     | Ні   | Ні     | Так1   | Так    | Ні     | Ні        | Ні     | Ні   | Ні          |
| Котал Кан    | Ні     | Ні     | Ні     | Ні     | Ні     | Ні     | Ні   | Ні     | Ні     | Ні     | Ні     | Ні        | Так    | Так  | Ні          |
| Колектор     | Ні     | Ні     | Ні     | Ні     | Ні     | Ні     | Ні   | Ні     | Ні     | Ні     | Ні     | Ні        | Ні     | Так  | Ні          |
| Кунг Джін    | Ні     | Ні     | Ні     | Ні     | Ні     | Ні     | Ні   | Ні     | Ні     | Ні     | Ні     | Ні        | Так    | Ні   | Ні          |
| Кроніка      | Ні     | Ні     | Ні     | Ні     | Ні     | Ні     | Ні   | Ні     | Ні     | Ні     | Ні     | Ні        | Ні     | Ні   | Так         |
| Кенші        | Ні     | Ні     | Ні     | Ні     | Ні     | Ні     | Ні   | Так    | Так1   | Так    | Ні     | Так5      | Так    | Ні   | Так         |
| Кейсі Кейдж  | Ні     | Ні     | Ні     | Ні     | Ні     | Ні     | Ні   | Ні     | Ні     | Ні     | Ні     | Ні        | Так    | Ні   | Ні          |
| Лю Кан       | Так    | Так    | Так    | Так    | Так    | Так    | Так  | Ні6    | Так1   | Так    | Так    | Так       | Так    | Так  | Так         |
| Нуб Сайбот   | Ні     | Так1,2 | Так1,2 | Так    | Так    | Так1   | Так1 | Так4   | Так1,9 | Так    | Ні     | Так       | Ні     | Ні   | Так         |
| Найтвулф     | Ні     | Ні     | Так    | Так    | Так    | Ні     | Ні   | Ні     | Так    | Так    | Ні     | Так       | Ні6    | Ні   | Ні          |
| Нітара       | Ні     | Ні     | Ні     | Ні     | Ні     | Ні     | Ні   | Так1   | Ні     | Так    | Ні     | Ні        | Ні     | Ні   | Так         |
| Райден       | Так    | Так    | Ні6    | Ні6    | Так    | Так    | Так  | Так1   | Так1   | Так    | Так    | Так       | Так    | Так  | Так         |
| Рептилія     | Так1,2 | Так    | Ні     | Так    | Так    | Так    | Так  | Так1   | Ні6    | Так    | Ні     | Так       | Так    | Ні   | Так         |
| Рейн         | Ні     | Ні     | Ні     | Так2,3 | Так    | Ні     | Ні   | Ні     | Ні     | Так    | Ні     | Так5      | Так2   | Так  | Ні          |
| Рейко        | Ні     | Ні     | Ні     | Ні     | Ні     | Так    | Так  | Ні     | Ні     | Так    | Ні     | Ні6       | Ні     | Ні   | Так         |
| Фуджін       | Ні     | Ні     | Ні     | Ні     | Ні     | Так    | Так  | Ні     | Ні     | Так    | Ні     | Ні6       | Ні6    | Ні   | Ні          |
| Фрост        | Ні     | Ні     | Ні     | Ні     | Ні     | Ні     | Ні   | Так1   | Так4   | Так    | Ні     | Ні6       | Ні6    | Так  | Ні          |
| Лі Мей       | Ні     | Ні     | Ні     | Ні     | Ні     | Ні     | Ні   | Так    | Так1   | Так    | Ні     | Ні6       | Ні6    | Ні   | Так         |
| Мавадо       | Ні     | Ні     | Ні     | Ні     | Ні     | Ні     | Ні   | Так    | Ні     | Так    | Ні     | Ні        | Ні     | Ні   | Ні          |
| Міліна       | Ні     | Так    | Ні     | Так1   | Так    | Ні     | Так  | Ні     | Так    | Так    | Ні     | Так       | Так    | Так  | Так         |
| Мотаро       | Ні     | Ні     | Так2,9 | Так2,9 | Так9   | Ні     | Ні   | Ні     | Ні     | Так    | Ні     | Ні6       | Ні     | Ні   | Так         |
| Мокап        | Ні     | Ні     | Ні     | Ні     | Ні     | Ні     | Ні   | Так1   | Ні     | Так    | Ні     | Ні        | Ні     | Ні   | Ні          |
| Молох        | Ні     | Ні     | Ні     | Ні     | Ні     | Ні     | Ні   | Так2,9 | Ні     | Так    | Ні     | Ні        | Ні6    | Ні   | Ні          |
| М'ясо        | Ні     | Ні     | Ні     | Ні     | Ні     | Так1,7 | Так  | Ні     | Ні6    | Так1   | Ні     | Ні        | Ні     | Ні   | Ні          |
| Саб-Зіро     | Так    | Так    | Так    | Так    | Так    | Так    | Так  | Так    | Так    | Так    | Так    | Так       | Так    | Так  | Так         |
| Саріна       | Ні     | Ні     | Ні     | Ні     | Ні     | Ні     | Ні   | Так4   | Ні     | Так    | Ні     | Ні6       | Ні6    | Ні   | Ні          |
| Сайракс      | Ні     | Ні     | Так    | Так    | Так    | Ні     | Так  | Так1   | Ні     | Так    | Ні     | Так       | Ні     | Ні   | Так         |
| Сектор       | Ні     | Ні     | Так    | Так    | Так    | Ні     | Так1 | Так4   | Ні     | Так    | Ні     | Так       | Ні6    | Ні   | Так         |
| Скорпіон     | Так    | Так    | Ні     | Так    | Так    | Так    | Так  | Так    | Так    | Так    | Так    | Так       | Так    | Так  | Так         |
| Соня Блейд   | Так    | Ні6    | Так    | Так    | Так    | Так    | Так  | Так    | Ні6    | Так    | Так    | Так       | Так    | Так  | Ні          |
| Смоук        | Ні     | Так1,2 | Так1   | Так    | Так    | Ні     | Ні   | Ні     | Так1,9 | Так    | Ні     | Так       | Ні6    | Ні   | Ні          |
| Сіндел       | Ні     | Ні     | Так    | Так    | Так    | Ні     | Ні   | Ні     | Так1   | Так    | Ні     | Так       | Так2   | Ні   | Так         |
| Страйкер     | Ні     | Ні     | Так    | Так    | Так    | Ні     | Ні   | Ні     | Ні     | Так    | Ні     | Так       | Ні6    | Ні   | Ні          |
| Скарлет      | Ні     | Ні7    | Ні     | Ні     | Ні     | Ні     | Ні   | Ні     | Ні     | Ні     | Ні     | Так5      | Ні     | Ні   | Ні          |
| Сю Хао       | Ні     | Ні     | Ні     | Ні     | Ні     | Ні     | Ні   | Так1   | Ні     | Так    | Ні     | Ні        | Ні     | Ні   | Так         |
| Онага        | Ні     | Ні     | Ні     | Ні     | Ні     | Ні     | Ні   | Ні     | Так2,8 | Так    | Ні     | Ні6       | Ні     | Ні   | Ні          |
| Таня         | Ні     | Ні     | Ні     | Ні     | Ні     | Так    | Так  | Ні     | Так1   | Так    | Ні     | Ні6       | Так5   | Ні   | Так         |
| Тейвен       | Ні     | Ні     | Ні     | Ні     | Ні     | Ні     | Ні   | Ні     | Ні     | Так1   | Ні     | Ні6       | Ні6    | Ні   | Ні          |
| Такеда       | Ні     | Ні     | Ні     | Ні     | Ні     | Ні     | Ні   | Ні     | Ні     | Ні     | Ні     | Ні        | Так    | Ні   | Так         |
| Тремор       | Ні     | Ні     | Ні     | Ні     | Ні     | Ні     | Ні   | Ні     | Ні     | Ні     | Ні     | Ні        | Так5   | Ні   | Ні          |
| Ферра/Торр   | Ні     | Ні     | Ні     | Ні     | Ні     | Ні     | Ні   | Ні     | Ні     | Ні     | Ні     | Ні        | Так    | Ні   | Ні          |
| Хавік        | Ні     | Ні     | Ні     | Ні     | Ні     | Ні     | Ні   | Ні     | Так    | Так    | Ні     | Ні6       | Ні     | Ні   | Так         |
| Хамелеона    | Ні     | Ні     | Ні     | Ні     | Так1,3 | Ні     | Ні   | Ні     | Ні     | Так    | Ні     | Ні        | Ні     | Ні   | Ні          |
| Хамелеон     | Ні     | Ні     | Ні     | Ні     | Так1,3 | Ні     | Ні   | Ні     | Ні     | Так3   | Ні     | Ні6       | Ні     | Ні   | Ні          |
| Хотару       | Ні     | Ні     | Ні     | Ні     | Ні     | Ні     | Ні   | Ні     | Так1   | Так    | Ні     | Ні6       | Ні     | Ні   | Ні          |
| Цетріон      | Ні     | Ні     | Ні     | Ні     | Ні     | Ні     | Ні   | Ні     | Ні     | Ні     | Ні     | Ні        | Ні     | Так  | Так         |
| Шанг Цунг    | Так2,8 | Так    | Так    | Так    | Так    | Ні     | Ні   | Так8   | Ні6    | Так    | Так    | Так       | Ні6    | Так  | Так         |
| Шао Кан      | Ні     | Так2,8 | Так2,8 | Так2,8 | Так8   | Ні     | Ні   | Ні     | Так3   | Так    | Так1   | Так2,8    | Ні6    | Ні   | Так         |
| Шива         | Ні     | Ні     | Так    | Так    | Так    | Ні     | Ні   | Ні     | Ні     | Так    | Ні     | Так       | Ні     | Так  | Ні          |
| Шіннок       | Ні     | Ні     | Ні     | Ні     | Ні     | Так8   | Так8 | Ні     | Ні     | Так    | Ні     | Ні6       | Так1,8 | Ні   | Ні          |
| Шуджінко     | Ні     | Ні     | Ні     | Ні     | Ні     | Ні     | Ні   | Ні     | Так1   | Так    | Ні     | Ні        | Ні6    | Ні   | Ні          |
| Ярек         | Ні     | Ні     | Ні     | Ні     | Ні     | Так    | Так  | Ні     | Ні     | Так    | Ні     | Ні        | Ні     | Ні   | Ні          |

### Гостьові персонажі
| Персонаж         | Гра    | Примітки                                          |
| Супермен         | MKvsDC |                                                   |
| Бетмен           | MKvsDC |                                                   |
| Жінка-кішка      | MKvsDC |                                                   |
| Флеш             | MKvsDC |                                                   |
| Джокер           | MKvsDC |                                                   |
| Зелений Ліхтар   | MKvsDC |                                                   |
| Дезстроук        | MKvsDC |                                                   |
| Лекс Лютор       | MKvsDC |                                                   |
| Капітан Марвел   | MKvsDC |                                                   |
| Чудо-жінка       | MKvsDC |                                                   |
| Дарксайд1        | MKvsDC |                                                   |
| Дарк Кан2,8      | MKvsDC | Сполучення Дарксайда з Шао Каном                  |
| Кратос           | MK2011 | Ексклюзивно для PlayStation 3 та PlayStation Vita |
| Фредді Крюгер    | MK2011 | Доступний в DLC                                   |
| Джейсон Вурхіз   | MKX    | Доступний в DLC                                   |
| Хижак            | MKX    | Доступний в DLC                                   |
| Чужий            | MKX    | Доступний в DLC                                   |
| Шкіряне обличчя  | MKX    | Доступний в DLC                                   |
| T-800            | MK11   | Доступний в DLC                                   |
| Робокоп          | MK11   | Доступний в DLC                                   |
| Джон Рембо       | MK11   | Доступний в DLC                                   |
| Спаун            | MK11   | Доступний в DLC                                   |
| Джокер           | MK11   | Доступний в DLC                                   |
| Хоумлендер       | MK1    | Доступний в DLC                                   |
| Омнімен          | MK1    | Доступний в DLC                                   |
| Миротворець      | MK1    | Доступний в DLC                                   |
| Примарне обличчя | MK1    | Доступний в DLC                                   |
| Конан-варвар     | MK1    | Доступний в DLC                                   |
| Т-1000           | MK1    | Доступний в DLC                                   |

## «Mortal Kombat»
Найперша гра, яка послужила основою для всесвіту. У «Mortal Kombat» 1992 представлені десять персонажів, сім з яких доступні на екрані вибору бійців на початку гри — Джонні Кейдж, Кано, Саб-Зіро, Соня Блейд, Рейден, Лю Кан, Скорпіон, двоє неграбельних персонажів — Горо і Шан Цзун, відповідно підбосс і бос, а також в цій грі присутній секретний персонаж Рептилія, проти якого може битися гравець.

## «Mortal Kombat II»
Сиквел першої гри в однойменній серії файтингів містить розширений список персонажів. Екран вибору надає гравцеві перелік з дванадцяти бійців, в числі яких присутні вже відомі і нові персонажі — Лю Кан, Кунг Лао, Джонні Кейдж, Рептилія, Саб-Зіро, Шан Цзун, Китана, Джакс, Мілін, Барака,Скорпіон, Рейден. Як боси в Mortal Kombat II фігурують Кінтаро і Шао Кан. Крім того, в Mortal Kombat II присутні секретні неграбельні персонажі, такі як Нуб Сайбот, Джейд і Смоук.

### Барака
Барака (англ. Baraka) — представник раси таркатанів із Зовнішнього Світу. Як і всі таркатани, він бореться великими лезами, що ростуть від ліктів, а його широкий рот всіяний гострими зубами. Барака командує таркатанскою армією, яка послідовно боролася на боці лиходія Шао Кана, чаклуна Куан Чі й старшого бога Шіннока, а потім імператора Онаґи. Барака звільняє з ув'язнення Міліну, і вона стає його напарницею. З'являвся в — Mortal Kombat II;Mortal Kombat Trilogy; Mortal Kombat Gold;Mortal Kombat: Deception; Mortal Kombat: Unchained; Mortal Kombat: Shaolin Monks; Mortal Kombat: Armageddon; Mortal Kombat vs. DC Universe; Mortal Kombat(2011), Mortal Kombat X. Він напав на Коталь Кана під командуванням Тані але Ді'Вора врешті вбила його.

## «Mortal Kombat 3»
У 1995 році була випущена гра «Mortal Kombat 3», яка продовжила оригінальну серію файтингів. Хоча в грі відсутні популярні персонажі з попередніх ігор серії, на самому початку гри на екрані вибору бійців доступні вже чотирнадцять іграбельних персонажів — Шан Цзун, Сіндел, Джакс, Кано, Лю Кан, Соня Блейд,Страйкер, Саб-Зіро, Сайракс,Сектор, Нічний Вовк, Шива, Кун Лао, Кабал. У «Mortal Kombat 3» представлені два боса — Мотаро і Шао Кан, причому в домашніх версіях гри їх можна вибрати на екрані вибору бійців. У грі також присутній Смоук як секретний персонаж, яким можна керувати. Пізніше гра «Mortal Kombat 3» отримала два оновлення — Ultimate Mortal Kombat 3 і Mortal Kombat Trilogy, кількість персонажів в яких значно збільшилася.

### Шива
Шива (англ. Sheeva) — чотирирука жінка-воїн з раси Шоканів. Разом з іншими воїнами Зовнішнього Світу вона приходить за Шао Каном в Земне Царство і охороняє воскрешену королевуСіндел, але втрачає до нього довіру, оскільки Шао Кан посилає на знищення врятованих. Рейденом земних воїнів не її, а ватажка кентаврів Мотаро. Шива разом з Кано розробляє план усунення Шао Кана, але у вирішальний момент Кано зраджує Шиву, і Шао Кан вбиває її. У Mortal Kombat: Armageddon Шива разом з Кінтаро, Хавіком і полчищами демонів намагається повалитиШіннока, правителя Пекла, проте Шіннок пізніше стверджує, що всього лише створив реалістичне видіння Шиви, аби випробувати Тейвена. Таким чином, невідомо, чи повернулася вона до життя. У своїй кінцівці в Mortal Kombat: Armageddon Шива вбиває Блейза і стає богинею руйнування, руйнуючи світи і відтворюючи їх на свій смак. У Mortal Kombat 2011 Шива з'являється як охоронниця Шао Кана. У своїй кінцівці вона вбиває Шао Кана, за що земляни віддають расі Шоканів цілий материк — Австралію.

### Камелеона
Камелеона — жінка-затерріанка, яка вперше з'явилася в Mortal Kombat Tryilogy для консолі Nintendo 64. У версіях MKT для приставок Sony PlayStation, Sega Saturn і для домашніх комп'ютерів її замінює Хамелеон. Потім Камелеона з'явилася в Mortal Kombat: Armageddon, але для версії Nintendo Wii. Колись її раса населяла Землю, але велика війна між богами знищила більшість цих рептилій. Решта знайшли новий дім — Затерру. Набагато пізніше Шао Кан дізнався про цей світ і знищив усіх рептилій, крім Рептилії і Камелеони. Вона витратила багато часу, щоб знайти Рептилію, який був на службі у Шао Кана. Їй вдалося поговорити з рептиліями і розповісти, що сталося з його расою. Спочатку він погодився їй допомогти вбити Шао Кана, але потрапивши знову під вплив Шао Кана Рептилія нападає на Камелеону.

## Mortal Kombat Mythologies: Sub-Zero

### Саріна
Саріна (англ. Sareena) — одна з трьох убивць, яка служить Куан Чі. Їй було наказано вбити Саб-Зіро, перш ніж він добереться до Куан Чі. Саб-Зіро пощадив Саріну, і вона допомогла йому перемогти Куан Чі. У Mortal Kombat Mythologies: Sub-Zero вона — більш досконалий боєць, швидша за своїх колег-вбивць. Після того, як Саб-Зіро пощадив її, вона допомагає йому в битві проти Куан Чі. Саріна попросила Саб-Зіро забрати її з собою з Пекла в Земне Царство, однак, Шіннок, що раптово виник у неї за спиною, вбив її. Як пізніше з'ясувалося в Mortal Kombat: Tournament Edition, її людська оболонка була знищена, а душа відправлена в Пекло, де вона повинна була страждати в покарання за свою зраду. Однак, в Mortal Kombat: Deadly Alliance Саріні вдалося вирватися звідти і втекти під Зовнішній Світ, де вона навчилася використовувати енергію цього царства для підтримки своєї людської оболонки. Деякий час по тому вона зіткнулася з молодшим братом Саб-Зіро. У подяку за допомогу, колись надану Саріною старшому братові, молодший Саб-Зіро запропонував їй притулок у своєму клані Лін Куей, і Саріна прийняла пропозицію. У гріMortal Kombat: Armageddon Саріна послідувала за Саб-Зіро в Пекло і врятувала його від смерті після того, як на нього напали Нуб Сайбот і Смоук. Через напруженого поєдинку і темного впливу Пекла Саріна повернулася до свого демонічного образу. Куан Чі виявив її і, повернувши їй людську подобу, схилив на свою сторону, незважаючи на її опір. У своїй кінцівці вMortal Kombat: Armageddonневільнице після перемоги над Блейзом отримує здатності до заморожування предметів і, стикаючись з Куан Чі, перетворює його в брилу льоду. Разом з Саб-Зіро вони ховають тіло Куан Чі в штабі Лін Куей, де воно буде зберігатися вічно.

### Кіа
Кіа (англ. Kia) — у Mortal Kombat Mythologies: Sub-Zero вона є підбосом в місії «Фортеця Шіннока» і служить Куан Чі разом з Саріною і Джатаакою. Кожна з них охороняє кристал, який відкриває доступ до пристрою для телепортації Саб-Зіро в тронний зал Куан Чі. Кіа також з'являється вMortal Kombat: Armageddon в режимі Konquest. У битві Кіа використовує бумеранг, гострий як лезо бритви. Актрисоюзахоплення рухів і озвучування була Керрі Хоскінс.

### Джатаака
Джатаака (англ. Jataaka) — у Mortal Kombat Mythologies: Sub-Zero вона є підбосом в місії «Фортеця Шіннока» і служить Куан Чі разом з невільнице і Кіа. Кожна з них охороняє кристал, який відкриває доступ до пристрою для телепортації Саб-Зіро в тронний зал Куан Чі. Також з'являється в Mortal Kombat: Armageddonв режимі Konquest. Бореться лазерним мечем. Актрисою захоплення рухів і озвучування була Рейчел Херберт.

### Фуджін
Фуджін (англ. Fujin) — бог вітру (названий на честь японського бога вітру Фуджіна). Разом з богами землі, води і вогню він був призначений Рейденом для захисту магічного амулетаШіннока, який становить небезпеку для Земного Царства у випадку, якщо потрапить в злі руки. У Mortal Kombat Mythologies: Sub-Zero Фуджін першим з богів стає жертвою Саб-Зіро, який викрадає амулет. У Mortal Kombat 4 Фуджін об'єднується з Рейденом і воїнами Землі, щоб протистояти Шінноку, і разом вони перемагають занепалого бога. Рейден обирає Фудзіно новим захисником Землі. У Mortal Kombat: Armageddon Фудзіно дізнається, що Рейден оживив Лю Кан а, який з його волі вбиває невинних людей по незрозумілим причинам. Крім того, Фудзіно стає відомо, що брати Тейвен і Дейгон будуть брати участь в якомусь змаганні проти один одного, але втручання злих сил вже спотворило суть змагання. Фудзіно вирушає на пошуки Тейвена і Дейгона і дізнається, заради чого вони будуть боротися. УKonquest modeФудзіно перегороджує шлях Тейвену, але той перемагає в битві і продовжує йти. При грі за Фудзіно в його кінцівці сила Блейза перетворює бога в Ураган Правосуддя. На руїнах світів, полеглих жертвою агресії Шао Кан а, він створює і очолює новий світ, притулок для Армії Світла під командуванням Кун Лао.

### Шіннок
Шіннок (англ. Shinnok) — раніше займав своє місце серед Старших богів. З притаманною їм мудрістю, управляючи всіма царствами, вони спостерігали, як світи створюються і знищуються. Однак, Шіннок піддався жадібності та ілюзіям фальшивої влади в управлінні молодим Земним Царством. Захопивши це царство, він би міг отримати неперевершену владу. Вперше Шіннок з'явився в Mortal Kombat Mythologies: Sub-Zero, а потім у Mortal Kombat 4 і Mortal Kombat Gold як головний лиходій. Він також присутній в грі Mortal Kombat: Armageddon, поряд з його появою в телесеріалі «Смертельна битва: Завоювання». Крім цього, він з'являється в грі Mortal Kombat (2011), в самому кінці історії з натяком на продовження. Так само Шіннок головний бос в Mortal Kombat X.

### Джарек
Джарек (англ. Jarek) — один з найнадійніших союзників Кано. Спочатку в «Mortal Kombat 4» розробники планували ввести Кано, але через брак нових персонажів він був замінений Джарек, який перейняв його спецприйоми і добивання, проте у разі добивання з лазером Джарек розчленовував противника, а не спопеляв. Через відсутність власних прийомів і добивань Джарек вважають не оригінальним персонажем, проте вже вMortal Kombat: Armageddonвін отримав власні прийоми.

### М'ясо
З самого початку М'ясо був просто скіном, створеним артдиректором Тоні Держком для бійців «Mortal Kombat 4».
Ім'я М'ясо (англ. Meat — м'ясо) було просто позначенням моделі, щоб її можна було використовувати в грі. Пізніше його було вирішено зробити грабельним персонажем як пасхалка. Гравці вперше дізналися ім'я цього персонажа з напису «Meat lives!» (англ. - М'ясо живе!), Що з'явилася на сайті Еда Буна, який рекламує третю аркадну версію «Mortal Kombat 4».
Пізніше М'ясо з'явився в режимі Konquest в Mortal Kombat: Deception як канонічний персонаж історії. В одному з відео серії MK Fighter of the Wiik на IGN артдиректор Mortal Kombat Стів Беран жартівливо оголосив, що у М'яса є кузен Скаллі (від англ. Skully - черепок), який є просто скелетом без м'язової тканини, нарікаючи, що він так і не втілив його в грі.
Історія М'яса в Mortal Kombat: Armageddon розповідає, що він є результатом жахливого експерименту Шан Цзуна. Він втік від чаклуна до того, як був завершений. Офіційний стратегічний гайд до гри описує М'ясо як жартівливого персонажа, що допомагає Шінноку, хоча про це не згадується в грі. У кінцівці Armageddon він переміг Блейза і отримав здатність змінювати свій вигляд. Незабаром він став так часто нею користуватися, що його власна сутність розчинилася в масі образів.

### Рейко
Рейко (англ. Reiko) — генерал армій Шіннока і Шао Кана, член Братства тіней. Він виглядає як воїн потужної статури з світяться синіми очима, на обличчі має чорну татуювання, що нагадує маску. Передбачалося, що під час конфлікту між Шінноком і Старшими богами, описаного в Mortal Kombat 4, Рейко загинув. Однак в Mortal Kombat: Armageddon він представлений як один з генералів Шао Кана, багато в чому завдяки жорстокості і кровожерливості Рейко, що так цінується Шао Каном в його воїнів. По всій видимості, Рейко збирався одного разу зайняти місце імператора, що описується в Mortal Kombat: Deception. Виявляється, він був не проти час від часу приміряти шолом Шао Кана і перебував у впевненості, що в один прекрасний день сам буде правити Зовнішнім світом. У Mortal Kombat: ArmageddonТейвен зустрічає Рейко у фортеці Шао Кана. З'ясовується, що Рейко з невідомої причини живить вкрай ворожі почуття до Куан Чі. Вражений бойовим мистецтвом Тейвена, Рейко намагається переконати його приєднатися до армії Шао Кана, але той не погоджується, бажаючи лише знайти і знищити Куан Чі. Хоча це зовсім не суперечить інтересам Рейко, він змушений напасти на Тейвена, так як Шао Кан наказав йому захищати своїх союзників, в числі яких тоді був і Куан Чі. Рейко був переможений, але його поразка дало йому надію, що Куан Чі загине від рук Тейвена. У своїй кінцівці Рейко отримує особливі здібності після перемоги над Блейзом. Рейко вбиває Шао Кана, забирає його шолом і стає новим правителем Зовнішнього світу.

### Таня
Таня (англ. Tanya) — дочка еденійского посла. У Mortal Kombat 4 вона запросила в Еден групу біженців, серед яких виявився вигнаний старший бог Шіннок. Шіннок захопив Еден і взяв у полон королеву Сіндел і принцесу Китаном. Таня встала на його сторону, однак після його поразки зникла. Згодом вона працювала на «Смертельний альянс» чаклунів Шан Цзуна і Куан Чі, а також на Короля ДраконівОнаґа. У кінцівці Mortal Kombat: Armageddon сила Блейза дає Тані здатність однією лише думкою сотворять живих драконів, за допомогою яких вона завойовує весь Всесвіт, і навіть Шао Кан змушений кликати її «володаркою». З'являється в режимі «Arcade» в Mortal Kombat 9 в фінальній битві з Шао Каном, якщо грати Кітаною. Повернеться в Mortal Kombat X як завантажуваний персонаж Kombat Pack DLC.

## Mortal Kombat: Special Forces

### Безликий
Безликий (англ. No Face) — є членом угруповання «Чорний Дракон». Володіє великими знаннями в області запалювальних і вибухових пристроїв і носить при собі динамітні шашки, прив'язані до його грудей, а також використовує вогнемет як зброю. У нього відсутні ніс, вуха, волосся, а шкіра неприродньо бліда, що й визначило ім'я. Кано звільнив його з в'язниці, після чого Безликиф переховувався в притулку на покинутому складі, де був убитий Джаксом.

### Тасія
Тасія (англ. Tasia) — входить до складу угруповання «Чорний Дракон». У неї коротке чорне волосся.